# Oxyopes sushilae
Oxyopes sushilae är en spindelart som beskrevs av Benoy Krishna Tikader 1965. Oxyopes sushilae ingår i släktet Oxyopes och familjen lospindlar. Inga underarter finns listade i Catalogue of Life.